# Сомалия
Сомалия (на сомалийски: Soomaaliya; на арабски: الصومال, официално Федерална република Сомалия), известна преди като Демократична република Сомалия, е държава в Източна Африка. Сомалия е член на Организацията за африканско единство (1963), на ООН (1960).
Заема по-голямата част от Сомалийския полуостров, познат като „Африканския рог“. Има площ 637 700 km². Граничи с 3 страни: Джибути – 65 km, на северозапад; Етиопия – 1710 km, на запад и Кения – 720 km, на югозапад. На север има брегова линия с Аденския залив, на изток и юг – с Индийския океан. Дължината на брега е 3230 km – най-голямата в Африка.
В миналото страната е била разделена на 2 части, като по-голямата е италианска колония под името Италианска Сомалия, а съответно по-малката северна част на страната е под британска власт и е назовавана Британска Сомалия. Отделно от това се е оформила т.нар. Френска Сомалия (Джибути). В края на 20. и началото на 21. век държавата Сомалия съществува само де юре. Тя няма нито единно правителство, нито обща валута, нито каквито и да е атрибути на функционираща независима държава. Де факто в Сомалия управляват местните племенни военачалници на Сомалиленд (бившата британска колония), Пунтленд и други регионални кланови вождове.

## География
В североизточната част на Африка Сомалия заема голяма част от Сомалийския полуостров, познат като „Африканския рог“. Има площ 637 700 km². Граничи с три страни:
- Джибути – 65 km, на северозапад;
- Етиопия – 1710 km, на запад;
- Кения – 720 km, на югозапад.

На север има брегова линия с Аденския залив, на изток и юг – с Индийския океан. Дължината на брега е 3230 km, която е най-голямата в Африка.

### Природа

#### Релеф
Северната част на Сомалия е предимно платовидно-планинска. От тесния бряг на Аденския залив релефът се повишава рязко и достига височини до 2000 m. Най-високият връх е Шимбирис (2416 m). Това сомалийско плато се спуска на юг на няколко стъпала. На югоизток по протежение на Индийския океан, приморската низина, осеяна с многобройни дюни, е много по-голяма от крайбрежния регион в северната част.

#### Климат и води
Сомалия е предимно пустинна страна с близо 2% обработваема земя и периодично сполетявана от суши. Климатът ѝ е горещ и пустинен на север и екваториален на юг, със сезонни мусони и неравномерни валежи. Средномесечните температури са 25 – 32°C. Максимални температури през лятото – от 30 до 40°C, а през зимата около 10 – 15°C. Годишното количество на валежите е от 100 до 600 mm. В най-южната част текат реките Веби Шабели и Джуба, образувайки обширна наносна равнина със селскостопанско значение.

### Опазване на природата
Гражданската война има голямо въздействие върху тропическите гори, улеснявайки добива на дървени въглища, над който който контролът временно отслабва. В резултат местните акациеви гори са съсипани.
Местната природозащитничка Фатима Жибрел (Fatima Jibrell) подема инициатива за забрана на износа на дървени въглища от страната и успява да постигне ограничаването му. Води борба и с горските пожари, както и за ограмотяване на младежта по различни екологични теми и относно възможностите за използване на възобновяеми енергийни източници (ВЕИ) в страната. Освен това участва и в организирането на друга екологична и социална акция (базирана в институт до Буран), наречена „Керван от камили“, способстваща за помирението между сомалийците. Жибрел е носител на наградата Златен природозащитник (присъждана в Сан Франциско, САЩ), борец за участие на жените в политиката – създател на Женската коалиция за мир и лидер на „Сомалийската организация за подпомагане и развитие на Африканския рог“.

## История

### Ранна история
Предполага се, че в земите на Сомалия са живели хора поне от 2500 г. пр. н.е. Сред ранните им обитатели са кушитски, оромски и сомалийски групи.
Към 1 век много пристанищни градове (например – Хафун) започват търговия с Римската империя (включително с гръцки градове под нейна власт).
между 3. и 7. век територията, която по-късно е северозападната част на Сомалия е в състава на царство Аксум (от 4. до разпада си през 10. век – предимно християнска страна). Регионът се ислямизира между 8. и 12. век под влияние на Персия, а Могадишу се превръща в център на неговото местно развитие. Възникват няколко султаната. При управлението на имам Ахмад ибн-Ибрихим ал-Гази, един от тях – Адалският султанат присъединява към територията си 3/4 от земите, които впоследствие са в състава на Етиопия. През Средновековието там възникват и още много градове-държави и малки царства.

### Колониална Сомалия
Според решенията на Берлинската конференция 3 европейски държави – Франция, Великобритания и Италия – имат право да колонизират Африканския рог.
Французите окупират най-северните райони и създават владението Френска Сомалия (от 1977 г. – независимата държава Джибути). Великобритания завзема териториите на югоизток от него, формирайки Британска Сомалия (сега – Сомалиленд), а Италия окупира най-южните части, създавайки Италианска Сомалия през 1892 г. Италианска Сомалия първоначално е най-обширната от тези колонии.
Един от опитите за антиколониална съпротива е оглавяван от местния поет, учител и политик Мохамед Абдула Хасан. Той приключва с поражение за сомалийските бунтовници и много цивилни жертви.
През 1935 г. фашистка Италия напада Абисиния (Етиопия) като част от плана на Мусолини за възкресяване на Римската империя. Нашествието е осъдено остро от Обществото на народите, но нито една държава не предприема мерки да защити или освободи Абисиния. На 3 август 1940 г. италиански военни части, включително сомалийски нередовни военни (т.нар. дубати), започват инвазия в Британска Сомалия и на 14 август град Бербера е окупиран от фашистите.
В началото на 1942 г. британски войски, подкрепяни от сомалийски опълчения, започват военна кампания откъм Кения за овладяване на Източна Африка и скоро превземат и Италианска Сомалия. След Втората световна война в Сомалия започват активна дейност движения за независимост (от Великобритания). Главните политически партии, които се борят за независимостта ѝ, са Сомалийски младежки клуб (СМК) и Сомалийска национална лига (СНЛ).

### Обединена и независима Сомалия
Независимостта на протектората Сомалиленд от Великобритания е обявена на 26 юни 1960 г., а обединението му със също доскоро подведомствената ѝ административна единица, в която е преобразуван Италиански Сомалиленд става 5 дни по-късно. Повечето от сомалийските кланове стават независими и се оформя страната Сомалия. Съперничеството между различните племена обаче остава, а много кланове твърдят, че са принудени да се оттеглят в провинцията.
Правителството се сформира от Абдуллах Иса, президент става Абдуллах Осман Даар, а Абдирашид Али Шермарке – премиер, по-късно и президент (от 1967 до 1969) През 1967 г. той назначава Мухамед Хаджи Ибрахим Егал за премиер.

### Гражданската война в Сомалия
След управлението на Шермарке, който е убит през 1969 г., в Сомалия настъпва политически вакуум. Военните се възползват от ситуацията и завземат властта, начело със Сиад Баре, който става новият президент на страната. Отначало Баре отбелязва значителни успехи, модернизирайки инфраструктурата на Сомалия и повишавайки грамотността на населението.
В този период страната се управлява по съветски социалистически модел и е съюзник на СССР. Разчитайки на помощта му, през 1977 г. Сиад Баре започва война между Сомалия и Етиопия, с цел окупирането на Огаден – гранична област населена предимно със сомалийци. Въпреки че Етиопия е традиционен съюзник на САЩ, тя е подкрепена от страни с комунистическо и просъветско управление, като Куба и Южен Йемен, както и от самия Съветски съюз, тъй като има по-голяма тежест в региона, а и след свалянето на последния негус Хайле Селасие управлението ѝ е с лява насоченост. Войната е неуспешна за Сомалия и това се отразява много зле на престижа на правителството ѝ сред гражданите. Баре се отказва от дружбата си със СССР (който изтегля военните си сили от територията на Сомалия) и се насочва към проамериканска политика, но режимът му придобива тоталитарен характер и постепенно отслабва през 80-те години на 20. век. Все пак той продължава да се полза с подкрепата на САЩ до края на периода на Студената война, след което е изоставен. Междувременно се разрастват бунтовнически настроения в страната, а най-вече – сепаратистки тенденции в Северна Сомалия (Сомалиленд). На това Сиад Баре се опитва да даде въоръжен отпор, отдавайки се и на сурови репресии. В последна сметка, Сомалиленд се отцепва и впоследствие е де факто независима република и сравнително по-устойчива от южните части на Сомалия страна, макар и непризната като независима държава от нито едно чуждо правителство.
През 1991 г. Баре е свален от власт. През януари 1991 г. Али Мухамед е избран за президент на цяла Сомалия; през февруари същата година след подкрепата на всички банки е избран за национален лидер, обаче между януари 1991 г. и август 2000 г. Сомалия няма работещо правителство и в страната цари глад и се води гражданска война.
След резолюция на ООН през 1992 г. в Сомалия са изпратени международни умиротворителни части (предимно от САЩ), които имат хуманитарна мисия. Отначало я изпълняват успешно, но после са замесени във военните действие и след като част от войниците им загиват, те се виждат принудени да се оттеглят.

### Етиопско нашествие и Гражданска война от 2006 г.
Слабо парламентарно управление е създадено през 2000 г. с президент Абдикасим Салад Хасан, но през 2003 г. то завършва мандата си, без да успее да установи стабилен държавен контрол в страната. На 10 октомври 2004 г. временен парламент, който заседава в съседна Кения, избира за президент Абдула Юсуф Ахмед от влиятелния клан Дарод, а от също значимия Хавеи е излъчен нов премиер – Али Мохамед Геди. Но от съображения за сигурност и двамата се установяват в Найроби, Кения.
Конфликтът избухва отново в началото на 2006 г. между съюза на военачалниците на Могадишу известен като Съюз за възстановяването на мира и антитероризма (или СВМАТ) и милицията на ислямистите.
Съюзът е воден от шейха Шариф Ахмед. Когато на едно интервю е попитан дали СИС планира да разшири контрола си над Сомалия, той отговаря така:
| „ | Страната не е нашият приоритет. Нашият приоритет е мирът на хората, достойнство и онова да живееш в свобода, която те можеха да решат в тяхната съдба. Това е нашият приоритет. Хората са по-важни за нас, отколкото страната. | “ |

Няколкостотин души, до голяма степен заловени от цивилните, умират по време на конфликта. Жителите на Могадишу описват този конфликт като най-лошата борба в повече от десетилетие. СИС обвиняват американците за финансиране на военачалниците чрез ЦРУ и предоставяне на оръжия, свързано с препречването на СИС да получи сила. От Държавния департамент на САЩ не приемат това твърдение, но в същото време и не отричат това; казват че САЩ не приемат никакво действие, което да нарушава международното оръжейно ембарго на Сомалия. Няколко електронни писма, описващи тайни нелегални операции от частни военни компании в прекъсване на регулации от ООН, са описани от Великобританския съботен вестник Observer.
В началото на юли 2006 г. Ислямистката милиция вече има контрол над Могадишу, след втората битка за Могадишу и последната крепост на СВМАТ, до града Джоуар, пада без много съпротивление. Останалите сили на СВМАТ се оттеглят на изток и към границата с Етиопия и съюзът им се срива напълно.
Поддържаното от Етиопия преходно правителство иска намесата на Африканските мироопазващи сили. СИС междувременно се противопоставят към това яростно с навлизането на външни войници – повечето етиопци – в Сомалия.
На 1 ноември 2006 г. преговорите между СИС и преходното правителство за мир пропадат. Международната общност се безпокои от факта, че може да избухне Гражданска война, заедно с етиопците и еритрейските сили, подкрепящи противоположните страни.
Войната избухва на 21 декември 2006 г. след изказване на лидера на СИС – шейх Хасан Дахир Ауейс: „Сомалия е в състояние на война и всички сомалийци трябва да участват в тази битка срещу Етиопия“ и тежкият бой избухва между ислямистката милиция от една страна и от друга страна Сомалийското преходно правителство в съюз с Етиопия.
През късния декември 2006 г. Етиопия започва въздушни удари срещу ислямистите през Сомалия. Етиопският информационен министър Берхан Хайлу заявява, че се цели във включването на град Буурхакаб в границите на Етиопия. Този град е в близост до Байдоа – прикритието на временното правителство. Етиопски реактивен изтребител бомбардира Международното летище в Могадишу, без да нанася сериозни щети, но етиопците подтикват да закрият летището. Други етиопски реактивни изтребители нападат военни летища западно от Могадишу.
Тогава етиопският премиер Мелес Зенави обявява, че неговата страна води война срещу СИС, за да защити суверенитета на страната. Изказването гласи така: „Етиопски отбранителни сили бяха принудени да влязат във войната към суверенитета „защита“ на страната и за да затъпят многократни атаки с ислямистки съдебни терористи и антиетиопски елементи, които те поддържат“.
На 28 декември 2006 г. съюзниците влизат в Могадишу, след като ислямските бойци напускат града. Ден по-късно, след преговори с водачите на местните кланове, премиерът Али Мохамед Геди обявява „началото на нов живот“ за Сомалия. Ислямистите, организирани в групировката „Ал Шабаб“, продължават съпротивата срещу правителствените войски.
Ислямистите отстъпват с ариергардни боеве на юг към град Кисмайо, а после към Рас Камбони, на границата с Кения. В началото на януари етиопците и временното сомалийско правителство започват офанзива, резултат от която е битката за Рас Камбони. Съединените щати се намесват открито, нанасяйки въздушни удари срещу ислямистите. След неколкодневни боеве ислямистката база в Рас Камбони е превзета.
На 19 януари 2007 г. Съветът за мира и сигурността на Африканския съюз решава да изпрати 7600 миротворци (включително от Уганда, Нигерия и Малави) в Сомалия за 6 месеца.
В следващите 15 години постепенно се стига до установяване на федерални власти в южната част на страната и постигане на известна степен на стабилност и съгласие в Сомалия, но все още не и до нейното фактическо обединение. В централните области действат ислямистки бунтовници, а северната е разделена основно между Пунтоленд и Сомалиленд, които са в конфликт помежду си.

## Държавно устройство и административно деление
Преди Гражданската война, Сомалия е разделена на осемнадесет района. Те са:
| - Аудал - Гедо - Шабелаха Дехе - Бакол - Хиран - Нугал - Банадир - Джубада Хосе - Санаг | - Бари - Шабелаха Хосе - Сол - Бай - Мудуг - Тогдер - Галгудуд - Джубада Дехе - Уокойи Галбед |

Де факто Северна Сомалия е разделена сред почти независимите държави – Сомалиленд, Пунтленд, Галмудуг и Маакир.

## Население и икономика

### Население
Населението на Сомалия е около 10,7 млн. според оценката на ООН за 2003 г. Близо 85% от тях са от сомалийската етническа група, което прави страната една от най-хомогенните в Африка в демографско отношение. Голяма част от населението води номадски начин на живот (около 30% номади и 20% полуномади), което затруднява точната оценка на броя на жителите. От друга страна, градското население е 34% от общото за страната, като урбанизацията е средно между 5 и 8% на година. Много от селата бързо прерастват в градове. Заради дългогодишната гражданска война, сомалийската диаспора е многобройна, една от най-големите в Африка. Само в Африка извън страната си живеят около 1 000 000 етнически сомалийци, без да се броят Огаден и Джибути.
Въпреки това населението на Сомалия е относително изолирано заради анархията. Положителен ефект от тази изолация е изключително ниският процент на заразените със СПИН – между 1,5 и 2% от общото население.
- Естествен прираст: 29‰
- Средна продължителност на живота – мъже – 47 г., жени – 51 г.[4]

Почти всички сомалийци са сунити. Влиянието на християнството значително намалява през седемдесетте, когато повечето ръководени от църкви училища са закрити и мисионерите са изпратени у дома. От 1989 г. в страната има католически архиепископ; катедралата в Сомалия е управлявана много зле по време на Гражданската война от януари до февруари 1992 г. Сомалийската конституция обезсърчава развитието и разпространението на религия, различна от исляма. Това разграничава Сомалия от съседните държави, които са християнски или привърженици на африканските вярвания. Сомалия произвежда голямо количество литературни творби чрез ислямската поезия. С възприемане на латинската азбука през 1973 г. много сомалийски автори издават творби на латински, които добиват широка популярност. Един от тях е Нуруддин Фарах. Романите му са считани за важни литературни постижения и благодарение на тях той печели големи литературни награди през 1998 г. Една от най-известните сомалийски писателки е Уорис Дири, написала автобиографичната си книга „Пустинно цвете“.
С провалянето на централното правителство от 1991 г. образователната система става частна. Началните училища значително се увеличават – стават от 600 (до Гражданската война) до 1172 училища днес. Записването в основните училища се увеличава на 28% за последните 3 години. През 2006 г. Пунтленд поставя началото на безплатното първостепенно обучение в Сомалия с учители, които получават заплатата си от президентството на Пунтленд. В Могадишу се намират три от осемте университета в Южна Сомалия. В Пунтленд – два университета, а в Сомалиленд има три университета. Три сомалийски университета са в Топ 100 университета в Африка.

### Селско стопанство
Заетостта на повечето сомалийци се ограничава до животновъдство и земеделие. За много от тях отглеждането на камили е жизненоважно. Те доставят месо, мляко и кожи, които се продават и в други държави, те са и транспортно средство. Също се отглеждат и кози, крави и овце. Култивиране на земята е възможно само в долините на големите реки на юг, където се отглеждат предимно банани, захарна тръстика, памук и житни растения. Реколтите обаче не са достатъчни за населението, а случайни суши затрудняват още повече положението.

### Полезни изкопаеми
Съществуващите природни ресурси (сред които медна, желязна и калаена руда) не се използват заради липсата на капитал и специалисти, производствени предприятия почти няма. Сомалия зависи до голяма степен от помощи.

### Комуникации
Сомалия разполага с изключително ограничена мрежа от стационарни телефони, достъпна само в Могадишу. За сметка на това обаче процъфтява бизнесът с мобилни телефони. Сомалийските мобилни телекоми са с най-ниските цени в Африка и затова се радват на голяма популярност сред цивилното население, което може да си позволи телефон. Различните компании предлагат все по-ниски цени и това намалява цените за говорене по телефоните. Най-голямата компания е SOMTEL. В страната има 90 000 интернет потребители. Телефонният код на страната е 252. Съществуват 4 телевизионни центъра – 2 в Могадишу и 2 в Харгейса. През 2003 г. има 57 уеб страници.
Компании, предоставящи телекомуникационни услуги, са:
- Голис Телеком Сомалия
- Сомалийска телеком група
- Hormuud Телеком
- Телком
- Нетко
- Сомафон

### Транспорт и туризъм
В Сомалия има 67 летища, като 7 от тях са с павирани писти – 3047 m. Общата дължина на пътищата в Сомалия е 22 100 km. Държавата има излаз на море, обаче корабоплаването не е много развито – цялостно количество – 1 кораб. Главни пристанищни градове са Бербера, Могадишу и Кисмайо. в страната няма жп линии. Плажовете по южния бряг и националните паркове са атрактивни и неоткрити туристически цели, но все още е много рисковано да се посещават, тъй като все още има опасност от размирици, преди всичко по южните и централни части на страната. През изминалите години има случаи на отвличане на чужденци.

### Развлечения
Сомалия се различава от другите африкански държави по това, че е една от малкото африкански страни, които са съставени почти изцяло от една етническа група – сомалийците. Традиционни групи като Уабери Хорсийд стават популярни из Сомалия. Други групи съчетават традиционната музика със съвременните стилове музика – рок, хип-хоп, джаз. Повечето сомалийски песни са ориентирани към любовта.
Кухнята на Сомалия варира от район на район, като обхваща различни начини на готвене. Нещото, което обединява сомалийската кухня, е халал – религиозните правила за хранене. Затова няма никакви ястия със свинско месо и не се сервира алкохол. Сомалийците сервират основното ядене много късно – 9 часа вечерта. По време на религиозния празник рамазан се сервира след молитвите, като има случаи, когато се сервира в 11 часа вечерта. Cambuulo е едно от най-популярните ястия в Сомалия. Прави се от добре сготвен фасул, смесен с масло и захар.
Футболът е най-популярната игра в Сомалия. Първият мач на национлания отбор на страната е през 1957 година срещу отбора на Кения. За пръв път футболното първенство в страната се провежда през 1967 година. Първият победител в това първенство е отборът на Сомалийска полиция Могадишу, известен още като Болиска.